# Neunkirchen-lès-Bouzonville
Neunkirchen-lès-Bouzonville är en kommun i departementet Moselle i regionen Grand Est (tidigare regionen Lorraine) i nordöstra Frankrike. Kommunen ligger i kantonen Bouzonville som tillhör arrondissementet Boulay-Moselle. År 2022 hade Neunkirchen-lès-Bouzonville 333 invånare.

## Befolkningsutveckling
Antalet invånare i kommunen Neunkirchen-lès-Bouzonville
| Referens: INSEE |